# 馬紹爾群島駐華大使館
馬紹爾群島駐華大使館（英語：Embassy of the Marshall Islands in the Republic of China），又稱馬紹爾群島共和國大使館（Embassy of the Republic of the Marshall Islands），是馬紹爾群島設置在中華民國臺北市的大使館，位於臺北市天母西路62巷9-1號4樓。兩國自1998年11月建立外交關係，1999年10月設立大使館，2002年開始派遣駐華大使。